# Нильсен, Петер
Петер Нильсен (дат. Peter Nielsen; род. 3 июня 1968, Копенгаген) — датский футболист, защитник, известный по выступлениям за «Боруссия» (Мёнхенгладбах), «Копенгаген» и сборную Дании. Чемпион Европы 1992 года.

## Клубная карьера
Нильсен начал карьеру в клубе третьего дивизиона «Фреманд Амагер». В 1989 году он перешёл в «Люнгбю». В 1991 году он был выбран лучшим футболистом чемпионата Дании и получил вызов в сборную на Евро-92. После первенства Европы Петер перешёл в немецкую «Боруссию» из Мёнхенгладбаха. С командой он в сезоне 1994/1995 выиграл свой единственный трофей на клубном уровне — Кубок Германии. Нильсен провел за немецкий клуб около 100 матчей, после чего вернулся на родину, где подписал контракт с «Копенгагеном». В новой команде Петер был капитаном команды.
После вылета «Боруссии» из Бундеслиги Нильсен вернулся в клуб, чтобы помочь ему вернуться в элиту. После трёх сезонов в Германии Петер вновь вернулся в «Копенгаген». В 2003 году он завершил карьеру футболиста.

## Международная карьера
После удачной игры за клуб Нильсен попал в заявку на участие в чемпионате Европы. На турнире он был футболистом резерва и не принял участие ни в одном матче.

## Статистика

### Матчи Нильсена за сборную Дании
| Матчи Нильсена за сборную Дании | Матчи Нильсена за сборную Дании | Матчи Нильсена за сборную Дании | Матчи Нильсена за сборную Дании | Матчи Нильсена за сборную Дании | Матчи Нильсена за сборную Дании |
| ------------------------------- | ------------------------------- | ------------------------------- | ------------------------------- | ------------------------------- | ------------------------------- |
| №                               | Дата                            | Соперник                        | Счёт                            | Голы Нильсена                   | Соревнование                    |
| 1                               | 8 апреля 1992                   | Турция                          | 1:2                             | —                               | Товарищеский матч               |
| 2                               | 29 апреля 1992                  | Норвегия                        | 1:0                             | —                               | Товарищеский матч               |
| 3                               | 29 марта 1995                   | Кипр                            | 1:1                             | —                               | Чемпионат Европы 1996 (отбор)   |
| 4                               | 26 апреля 1995                  | Македония                       | 1:0                             | 1                               | Чемпионат Европы 1996 (отбор)   |
| 5                               | 9 октября 1996                  | Греция                          | 2:1                             | —                               | Чемпионат мира 1998 (отбор)     |
| 6                               | 9 ноября 1996                   | Франция                         | 1:0                             | —                               | Товарищеский матч               |
| 7                               | 15 августа 2001                 | Франция                         | 0:1                             | —                               | Товарищеский матч               |
| 8                               | 1 сентября 2001                 | Северная Ирландия               | 1:1                             | —                               | Чемпионат мира 2002 (отбор)     |
| 9                               | 5 сентября 2001                 | Болгария                        | 2:0                             | —                               | Чемпионат мира 2002 (отбор)     |
| 10                              | 13 февраля 2002                 | Саудовская Аравия               | 1:0                             | —                               | Товарищеский матч               |

Итого: 10 матчей / 1 гол; 6 побед, 2 ничьи, 2 поражения.

## Достижения
«Боруссия (Мёнхенгладбах)»
- Обладатель Кубка Германии — 1994/95

Дания
- Чемпионат Европы по футболу — 1992